# دریاچه دهانه آتشفشان

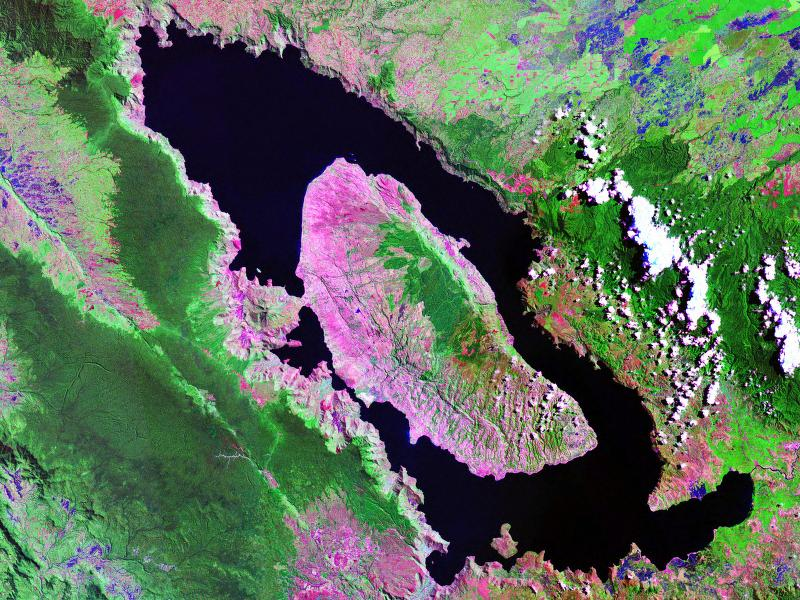
تصویر ماهواره لندست از دریاچه توبا در اندونزی که بزرگ‌ترین دریاچه دهانه آتشفشانی زمین است.

دریاچه دهانه آتشفشان نوعی دریاچه است که در کاسه یا دهانه آتشفشانی مانند یک آب‌دهانه شکل می‌گیرد. این عنوان به دریاچه‌هایی که در دهانه برخوردی شهاب‌سنگ‌ها یا دریاچه‌های ناشی از انفجارهای انسانی تشکیل می‌شوند نیز گفته می‌شود. گاهی به دریاچه‌هایی که در دهانه آتشفشانی پدید آمده‌اند، «دریاچه‌های دهانه‌ای» نیز می‌گویند.
دریاچه سبلان در ایران یک دریاچه دهانه آتشفشانی است.